# Dirka po Italiji 1967
Dirka po Italiji 1967 (italijansko Giro d'Italia 1967) je 50. izvedba dirke po Italiji, tritedenske moške cestne kolesarske etapne dirke. Začela se je 20. maja v Trevigliou in končala 11. junija v Milanu. Sodelovalo je 130 kolesarjev iz 13-ih ekip. Rožnato majico je prvič osvojil Felice Gimondi (Salvarani), drugo mesto Franco Balmamion (Molteni), tretje pa Jacques Anquetil (Bic–Hutchinson). Rdečo majico je osvojil Dino Zandegù (Salvarani), zeleno majico pa Aurelio González Puente (Kas–Kaskol).

## Ekipe
- Bic–Hutchinson
- Filotex
- Germanvox–Wega
- Kas–Kaskol
- Mainetti
- Max Meyer
- Molteni
- Peugeot–BP–Michelin
- Roméo–Smith's
- Salamini–Luxor TV
- Salvarani
- Vittadello
- Willem II–Gazelle

## Etape
| Etapa | Datum     | Štart/Cilj                    | Razdalja    | Tip         | Tip                  | Zmagovalec                    |             |
| ----- | --------- | ----------------------------- | ----------- | ----------- | -------------------- | ----------------------------- | ----------- |
| 1     | 20. maj   | Treviglio – Alessandria       | 135 km      |             | ravninska etapa      | Giorgio Zancanaro (ITA)       |             |
| 2     | 21. maj   | Alessandria – La Spezia       | 223 km      |             | gorska etapa         | Antonio Gómez del Moral (ESP) |             |
| 3     | 22. maj   | La Spezia – Prato             | 205 km      |             | gorska etapa         | Michele Dancelli (ITA)        |             |
| 4     | 23. maj   | Firence – Chianciano Terme    | 155 km      |             | ravninska etapa      | Dino Zandegù (ITA)            |             |
| 5     | 24. maj   | Rim – Neapelj                 | 220 km      |             | ravninska etapa      | Willy Planckaert (BEL)        |             |
| 6     | 25. maj   | Palermo – Palermo             | 63 km       |             | ravninska etapa      | Rudi Altig (GER)              |             |
| 7     | 26. maj   | Catania – Etna                | 169 km      |             | gorska etapa         | Franco Bitossi (ITA)          |             |
| 8     | 27. maj   | Reggio Calabria – Cosenza     | 218 km      |             | gorska etapa         | Jean Stablinski (FRA)         |             |
| 9     | 28. maj   | Cosenza – Taranto             | 202 km      |             | ravninska etapa      | Albert Van Vlierberghe (BEL)  |             |
| 10    | 29. maj   | Bari – Potenza                | 145 km      |             | ravninska etapa      | Willy Planckaert (BEL)        |             |
| 11    | 30. maj   | Potenza – Salerno             | 160 km      |             | gorska etapa         | Rudi Altig (GER)              |             |
| 12    | 31. maj   | Caserta – Blockhaus           | 220 km      |             | gorska etapa         | Eddy Merckx (BEL)             |             |
| 13    | 1. junij  | Chieti – Riccione             | 253 km      |             | ravninska etapa      | Georges Vandenberghe (BEL)    |             |
| 14    | 2. junij  | Riccione – Lido degli Estensi | 94 km       |             | ravninska etapa      | Eddy Merckx (BEL)             |             |
| 15    | 3. junij  | Lido degli Estensi – Mantova  | 164 km      |             | ravninska etapa      | Michele Dancelli (ITA)        |             |
| 16    | 4. junij  | Mantova – Verona              | 45 km       |             | posamični kronometer | Ole Ritter (DEN)              |             |
|       | 5. junij  | dan počitka                   | dan počitka | dan počitka | dan počitka          | dan počitka                   | dan počitka |
| 17    | 6. junij  | Verona – Vicenza              | 140 km      |             | gorska etapa         | Francisco Gabica (ESP)        |             |
| 18    | 7. junij  | Vicenza – Videm               | 167 km      |             | ravninska etapa      | Dino Zandegù (ITA)            |             |
| 19    | 8. junij  | Videm – Tre Cime di Lavaredo  | 170 km      |             | gorska etapa         | odpovedana                    |             |
| 20    | 9. junij  | Cortina d'Ampezzo – Trento    | 235 km      |             | gorska etapa         | Vittorio Adorni (ITA)         |             |
| 21    | 10. junij | Trento – Tirano               | 153 km      |             | gorska etapa         | Marcello Mugnaini (ITA)       |             |
| 22a   | 11. junij | Tirano – Madonna del Ghisallo | 137 km      |             | gorska etapa         | Aurelio González (ESP)        |             |
| 22b   | 11. junij | Madonna del Ghisallo – Milano | 68 km       |             | ravninska etapa      | Willy Planckaert (BEL)        |             |
|       | Skupaj    | Skupaj                        | 3646 km     | 3646 km     | 3646 km              | 3646 km                       | 3646 km     |

## Razvrstitev po klasifikacijah
| Etapa  | Zmagovalec              | Rožnata majica ·        | Rdeča majica ·    | Zelena majica ·         | Ekipno     |
| ------ | ----------------------- | ----------------------- | ----------------- | ----------------------- | ---------- |
| 1      | Giorgio Zancanaro       | Giorgio Zancanaro       | Giorgio Zancanaro | brez                    | ?          |
| 2      | Antonio Gómez del Moral | Antonio Gómez del Moral | Giorgio Zancanaro | Silvano Schiavon        | ?          |
| 3      | Michele Dancelli        | Antonio Gómez del Moral | Michele Dancelli  | Aurelio González Puente | ?          |
| 4      | Dino Zandegù            | Antonio Gómez del Moral | Dino Zandegù      | Aurelio González Puente | ?          |
| 5      | Willy Planckaert        | Michele Dancelli        | Michele Dancelli  | Aurelio González Puente | ?          |
| 6      | Rudi Altig              | Michele Dancelli        | Michele Dancelli  | Aurelio González Puente | ?          |
| 7      | Franco Bitossi          | Michele Dancelli        | Michele Dancelli  | Aurelio González Puente | ?          |
| 8      | Jean Stablinski         | José Pérez Frances      | Michele Dancelli  | Aurelio González Puente | ?          |
| 9      | Albert Van Vlierberghe  | José Pérez Frances      | Dino Zandegù      | Aurelio González Puente | ?          |
| 10     | Willy Planckaert        | José Pérez Frances      | Dino Zandegù      | Aurelio González Puente | ?          |
| 11     | Rudi Altig              | José Pérez Frances      | Dino Zandegù      | Aurelio González Puente | ?          |
| 12     | Eddy Merckx             | José Pérez Frances      | Dino Zandegù      | Aurelio González Puente | ?          |
| 13     | Georges Vandenberghe    | José Pérez Frances      | Dino Zandegù      | Aurelio González Puente | ?          |
| 14     | Eddy Merckx             | José Pérez Frances      | Dino Zandegù      | Aurelio González Puente | ?          |
| 15     | Michele Dancelli        | José Pérez Frances      | Dino Zandegù      | Aurelio González Puente | ?          |
| 16     | Ole Ritter              | Jacques Anquetil        | Dino Zandegù      | Aurelio González Puente | ?          |
| 17     | Francisco Gabica        | Silvano Schiavon        | Dino Zandegù      | Aurelio González Puente | ?          |
| 18     | Dino Zandegù            | Silvano Schiavon        | Dino Zandegù      | Aurelio González Puente | ?          |
| 19     | odpovedana              | Silvano Schiavon        | Dino Zandegù      | Aurelio González Puente | ?          |
| 20     | Vittorio Adorni         | Jacques Anquetil        | Dino Zandegù      | Aurelio González Puente | ?          |
| 21     | Marcello Mugnaini       | Felice Gimondi          | Dino Zandegù      | Aurelio González Puente | ?          |
| 22a    | Aurelio González        | Felice Gimondi          | Dino Zandegù      | Aurelio González Puente | ?          |
| 22b    | Willy Planckaert        | Felice Gimondi          | Dino Zandegù      | Aurelio González Puente | ?          |
| Skupaj | Skupaj                  | Felice Gimondi          | Dino Zandegù      | Aurelio González Puente | Kas–Kaskol |

## Končna razvrstitev
| Legenda | Legenda                                    | Legenda | Legenda                         |
| ------- | ------------------------------------------ | ------- | ------------------------------- |
|         | Predstavlja vodilnega v skupnem seštevku   |         | Predstavlja vodilnega po točkah |
|         | Predstavlja vodilnega v gorski razvrstitvi |         |                                 |

### Rožnata majica
| Poz. | Kolesar                  | Ekipa               | Čas          |
| ---- | ------------------------ | ------------------- | ------------ |
| 1    | Felice Gimondi (ITA)     | Salvarani           | 101h 05' 34" |
| 2    | Franco Balmamion (ITA)   | Molteni             | + 3' 36"     |
| 3    | Jacques Anquetil (FRA)   | Bic–Hutchinson      | + 3' 45"     |
| 4    | Vittorio Adorni (ITA)    | Salamini–Luxor TV   | + 4' 33"     |
| 5    | José Pérez Frances (ESP) | Kas–Kaskol          | + 5' 17"     |
| 6    | Gianni Motta (ITA)       | Molteni             | + 6' 21"     |
| 7    | Lucien Aimar (FRA)       | Bic–Hutchinson      | + 7' 25"     |
| 8    | Francisco Gabica (ESP)   | Kas–Kaskol          | + 9' 43"     |
| 9    | Eddy Merckx (BEL)        | Peugeot–BP–Michelin | + 11' 41"    |
| 10   | Eusebio Vélez (ESP)      | Kas–Kaskol          | + 15' 00"    |

### Zelena majica
| Poz. | Kolesar                 | Ekipa               | Točke |
| ---- | ----------------------- | ------------------- | ----- |
| 1    | Aurelio González (ESP)  | Kas–Kaskol          | 460   |
| 2    | Lucien Aimar (FRA)      | Bic–Hutchinson      | 90    |
| 3    | Franco Bitossi (ITA)    | Salvarani           | 80    |
| 3    | Eddy Merckx (BEL)       | Peugeot–BP–Michelin | 80    |
| 3    | Felice Gimondi (ITA)    | Salvarani           | 80    |
| 3    | Vittorio Adorni (ITA)   | Salvarani           | 80    |
| 7    | Wladimiro Panizza (ITA) | Vittadello          | 70    |

### Rdeča majica
| Poz. | Kolesar                  | Ekipa               | Točke |
| ---- | ------------------------ | ------------------- | ----- |
| 1    | Dino Zandegù (ITA)       | Salvarani           | 180   |
| 2    | Eddy Merckx (BEL)        | Peugeot–BP–Michelin | 164   |
| 3    | Willy Planckaert (BEL)   | Roméo–Smith's       | 150   |
| 4    | Vittorio Adorni (ITA)    | Salvarani           | 102   |
| 5    | José Pérez Frances (ESP) | Kas–Kaskol          | 89    |

### Ekipna razvrstitev
| Poz. | Ekipa               | Točke |
| ---- | ------------------- | ----- |
| 1    | Kas–Kaskol          | 4176  |
| 2    | Vittadello          | 3418  |
| 3    | Salvarani           | 3254  |
| 4    | Molteni             | 2606  |
| 5    | Roméo–Smith's       | 2584  |
| 6    | Salamini–Luxor TV   | 1990  |
| 7    | Bic–Hutchinson      | 1558  |
| 8    | Filotex             | 1424  |
| 9    | Peugeot–BP–Michelin | 1394  |
| 10   | Max Meyer           | 1048  |